# Emanoil Ionescu
Emanoil M. Ionescu (n. 17 martie 1893, Movileni, Olt, România – d. 14 iunie 1949, București, România) a fost un general inspector aviator român, care a luptat în cel de-al doilea război mondial în alianță cu trupele germane împotriva Aliaților. A fost decorat de armata germană cu decorația Crucea de Fier. I-a succedat la conducerea Corpului Aerian Român generalul Traian Burduloiu. Emanoil Ionescu a fost trecut în rezervă la 1 ianuarie 1948 și a decedat pe 13 iulie 1949.

## Carieră militară
A absolvit Școala Militară de Ofițeri în 1911. A fost înaintat la gradul de comandor aviator la 16 octombrie 1937.
Între anii 1938-1939, comandorul Emanoil Ionescu a deținut funcția de profesor la Școala Superioară de Război și comandant al Școlii militare de aviație „Aurel Vlaicu” din București. A fost înaintat la gradul de general de escadră la 10 mai 1941.
A fost decorat cu Ordinul „Virtutea Aeronautică” de război cu spade, clasa Crucea de Aur cu prima și a doua baretă și clasa Cavaler (toate trei la 1 iulie 1942) „pentru devotamentul și munca fără preget ce a pus la comanda aeronauticii Armatei IV-a. Prin modul cum a organizat observația aeriană a asigurat Comandamentului informațiunile necesare. Prin măsurile luate, Aviația de Luptă a Armatei întărită și cu unitățile de observație, a răspuns misiunilor primite, sprijinind mai ales Armata IV-a, la trecerile peste Prut și Nistru. În ziua de 12 Iulie 1941 intervine cu toată aviația pentru a împiedica contraatacurile inamicului. A executat 40 ore de zbor în zona de operații sub amenințarea aeriană a inamicului”.
Comandant al Corpului Aerian Român între 1943-1945.
A fost decorat la 4 august 1945 cu Ordinul Militar „Mihai Viteazul” cu spade, clasa III, „pentru strălucita conducere în lupte a Corpului Aerian Român, pe fronturile din Ardeal, Ungaria și Cehoslovacia, sprijinind cu foarte bune rezultate acțiunile ofensive ale Armatei I-a și a IV-a Română precum și ale Armatei a VI-a Blindată și a XXVII Rusă. În momentele cele mai grele și importante ale operațiunilor s-a deplasat și a acționat personal unitățile sale din primele linii, sub ploaia de proiectile, atrăgând admirația aliaților noștri ruși”.

## Decorații
- Ordinul „Virtutea Aeronautică” cu spade, clasa Crucea de aur cu prima și a doua baretă (1 iulie 1942)[3]
- Ordinul „Virtutea Aeronautică” cu spade, clasa Cavaler (1 iulie 1942)[3]
- Ordinul „Mihai Viteazul” cu spade, cl. a III-a (4 august 1945)[4]
- Crucea de Cavaler a Crucii de Fier - 10 mai 1944
- Ordinul Suvorov - 9 august 1945